# Opogona phaeochalca
Opogona phaeochalca is een vlinder uit de familie echte motten (Tineidae). De wetenschappelijke naam van deze soort is voor het eerst geldig gepubliceerd in 1908 door Meyrick.
De soort komt voor in tropisch Afrika.